# Shūhei Ōtsuki
Shūhei Ōtsuki (大槻 周平?, Ōtsuki Shūhei; Fukuchiyama, 26 maggio 1989) è un ex calciatore giapponese, di ruolo attaccante.